# Янко Анастасов
Янко Анастасов Георгиев е български живописец.

## Биография
Роден е на 15 юли 1892 година в българското село Пирок, тогава в Османската империя, днес в Турция. През 1919 година завършва Художествено-индустриалното училище в София в класа на Иван Мърквичка. През 1922 година специализира живопис при проф. Краус във Виена, а през 1924 година при Пол Лоран в Париж. През 1930-те се учи на реставрация в парижкия Лувър.
Автор е на битови картини, миниатюри, натюрморти и портрети. Използва гваш, пастел, темпера и маслени бои. Негови творби са: „Конна атака“ (1933), „Иван Вазов“ (1952), „Христо Ботев“ (1952), „Елин Пелин“ (1956), „П. К. Яворов“ (1957) и „Розобер“ (1957). Творчеството му е излагано във Виена (1922) и в Париж (1926), на две самостоятелни изложби в София и на общи художествени изложби. Негови произведения са притежание на Националната художествена галерия, Националния военноисторическия музей, Българската академия на науките, както и на частни колекции в България и чужбина.
Член е на Дружеството на независимите художници. Умира на 25 юли 1958 година в София.